# Archiprezbiterat przemyski
Archiprezbiterat przemyski – archidiecezji przemyskiej. Archiprezbiterem jest ks. prał. Mieczysław Rusin.
Archiprezbiterat został powołany 27 stycznia 1978 roku dekretem bpa Ignacego Tokarczuka.

## Skład archiprezbiteratu
- Dekanat Przemyśl I
- Dekanat Przemyśl II
- Dekanat Przemyśl III
- Dekanat Żurawica
- Dekanat Dubiecko
- Dekanat Bircza
- Dekanat Dynów
- Dekanat Kalwaria Pacławska